# Захал
Захал — село в Эхирит-Булагатском районе Иркутской области России. Входит в состав Захальского муниципального образования.

## География
Деревня находится на расстоянии примерно 23 км к югу от посёлка Усть-Ордынский, административного центра района.

## Население
| 2002 | 2010 | 2011 | 2012 |
| ---- | ---- | ---- | ---- |
| 352  | ↗375 | ↘373 | ↘369 |

### Половой состав
По данным Всероссийской переписи, в 2010 году в селе проживало 375 человек (183 мужчины и 192 женщины).